# 倫敦地鐵1995年型列車
倫敦地鐵1995年型列車（英語：London Underground 1995 Stock）是倫敦地鐵的一款深层线路列車，在北线上使用。该款列车由阿尔斯通制造，分別在1998年6月和2001年4月開始服役，取代了1959年型列车、1969年型列车和1972年型列车。该型列车与银禧线使用的1996年型列车极为相似。

## 簡介
這一種列車在倫敦地鐵的北線行駛，有六節車廂。